# Clitelloxenia perdosetae
Clitelloxenia perdosetae är en tvåvingeart som beskrevs av Ronald Henry Lambert Disney 1997. Clitelloxenia perdosetae ingår i släktet Clitelloxenia och familjen puckelflugor.
Artens utbredningsområde är Thailand. Inga underarter finns listade i Catalogue of Life.